# Oscar Casanovas
Pour les articles homonymes, voir Casanovas.
Oscar Casanovas est un boxeur argentin né le 15 mai 1914 à Buenos Aires et mort en 1987.

## Biographie
Il devient champion olympique des poids plumes aux Jeux de Berlin en 1936 en s'imposant en finale contre le sud-africain Charles Catterall.

## Parcours auxJeux olympiques
Jeux olympiques d'été de 1936 à Berlin (poids plumes) :
- Bat Ake Karlsson (Finlande) aux points
- Bat Aleksander Polus (Pologne) aux points
- Bat Dezső Frigyes (Hongrie) aux points
- Bat Charles Catterall (Afrique du Sud) aux points